# Oscar Stoumon
Oscar Stoumon (ook gespeld als Stoumont) (Luik, 20 augustus 1835 – Brussel, 20 augustus 1900) was een Belgische componist, muziekcriticus, toneelschrijver en theaterdirecteur.
Stoumon werd geboren in Luik. Hij componeerde balletmuziek, gaf les aan het Koninklijk Conservatorium van Brussel en was samen met Édouard-Fortuné Calabresi mededirecteur van de koninklijke Muntschouwburg (1875-85 en 1889-1900). Hij overleed te Brussel.

## Oeuvre
- Phœbé, eendelige opéra comique (Brussel, koninklijke Muntschouwburg, 19 januari 1860)
- Endymion, eendelig ballet (Brussel, Muntschouwburg, 21 april 1861)
- La Ferme, eendelige opéra-comique (Luik, 10 april 1862)
- L'Orco, opéra fantastique met twee aktes en 3 scènes (Brussel, Muntschouwburg, 8 januari 1864)
- La Reine des prairies, tweedelig ballet (Brussel, Muntschouwburg, 24 november 1865)
- La Fée amoureuse, tweedelig ballet (Brussel, Muntschouwburg, 5 december 1867)
- Les Fumeurs d'opium, eendelige operette (Brussel, Théâtre royal des Galeries, 9 januari 1869)
- Les Belles de nuit, eendelig ballet (Brussel, Muntschouwburg, 16 Maart 1870)
- La Sonate pathétique, eendelige komedie (Brussel, Muntschouwburg, 7 november 1870)
- Un fil à la patte, eendelige komedie (Brussel, Galeries, 11 april 1871)
- Les Hannetons, eendelige opéra-bouffe (Brussel, Galeries, 22 April 1871)
- Une grève, driedelige komedie (Brussel, Galeries, 30 september 1871)
- Une nuit d'hiver, eendelige komedie (Brussel, Galeries, 23 maart 1872)
- L'Échéance, driedelige komedie (Brussel, Galeries, 25 januari 1873)
- Les Enfarinés, eendelige komedie (Brussel, Galeries, 17 januari 1874)
- La Moisson, eendelig ballet (Brussel, Muntschouwburg, 29 januari 1875)
- La Nuit de Noël, eendelig ballet (Brussel, Muntschouwburg, 14 oktober 1880)
- Les Sorrentines, eendelig ballet (Brussel, Muntschouwburg, 11 oktober 1882)
- La Tzigane, eendelig ballet (Brussel, Muntschouwburg, 27 Maart 1885)
- Farfalla, eendelig ballet (Brussel, Muntschouwburg, 14 november 1893)